# Israel & Rodolffo
Israel & Rodolffo è un duo musicale brasiliano formatosi nel 2008. È costituito dai musicisti Israel Antônio Ribeiro e Rodolffo Matthaus da Silva Rios.

## Storia del gruppo
La formazione, originaria di Jaraguá, ha pubblicato gli album in studio Na terra do pequí e Bem apaixonado tra il 2013 e il 2014, senza riscuotere particolare successo.
Tre anni dopo hanno firmato un contratto discografico con la Som Livre, aumentando la propria visibilità per mezzo della partecipazione di Rodolffo a Big Brother Brasil. Il singolo Batom de cereja, certificato doppio diamante dalla Pro-Música Brasil e tratto dall'album dal vivo Aqui e agora (2021), si è tramutato in una hit dopo aver raggiunto la vetta della graduatoria brasiliana e aver trascorso oltre metà anno in quella portoghese redatta dalla Associação Fonográfica Portuguesa, ente che ha certificato il brano platino per le 10 000 unità vendute in Portogallo; lo stesso ha finito per essere quello di maggior successo in suolo brasiliano dell'intero 2021. Per la promozione dell'LP al di fuori dei confini nazionali, il duo ha avviato una tournée negli Stati Uniti d'America nell'ottobre 2021.
In occasione del Prêmio Multishow de Música Brasileira, evento tenutosi l'8 dicembre 2021, hanno conseguito due riconoscimenti su tre nomination ricevute.

## Discografia

### Album in studio
- 2013 – Na terra do pequí
- 2014 – Bem apaixonado

### Album dal vivo
- 2012 – Marca evidente
- 2013 – Imprevisível
- 2016 – Sétimo sol: Ao vivo na house
- 2018 – Acústico
- 2018 – Onde a saudade mora
- 2019 – Conselho
- 2021 – Aqui e agora
- 2022 – Ao vivo em Brasília
- 2023 – Let's bora, vol. 2
- 2023 – Let's bora, vol. 3
- 2024 – Let's bora UDI, vol. 2
- 2024 – Termômetro

### EP
- 2014 – Me conta o resto
- 2019 – Conselho
- 2019 – Histórico de recaída
- 2020 – Como que não toma uma
- 2021 – Aqui e agora, vol. 2
- 2021 – Israel & Rodolffo: Ao vivo em Brasília 1
- 2022 – Let's bora, vol. 1
- 2023 – Let's bora UDI, vol. 1
- 2025 – Memórias - Parte 1

### Raccolte
- 2023 – Let's bora
- 2024 – Let's bora UDI
- 2024 – O melhor de Israel & Rodolffo

### Singoli
- 2014 – Bem apaixonado
- 2015 – Ex apaixonado
- 2015 – Namoro de inverno
- 2017 – Carro da pamonha
- 2017 – Israel & Rodolffo acústico
- 2018 – Fui obrigado a te amar
- 2018 – Da água pro lixo acústico
- 2018 – Simples eu sou
- 2018 – Coração de quatro
- 2020 – Conselho
- 2020 – Coisinha a toa (con Paulo & Nathan)
- 2020 – Não deu (con Analaga)
- 2021 – Batom de cereja
- 2021 – Quem quer superar (con Marcos & Belutti)
- 2021 – A mulher mais bonita do mundo (con Diego & Arnaldo)
- 2021 – Mesma língua (con Dennis)
- 2021 – Sobre (con Juliette)
- 2022 – Coração álcool em gel (con Gabi Martins)
- 2022 – Que seja eu (con Danilo e Davi)
- 2022 – Nem namorado e nem ficante (con Maiara & Maraísa)
- 2022 – Chamada de vídeo (con Cleber & Cauan)
- 2022 – Porrete (con Leandro & Romário)
- 2022 – Nascemos pra cantar (con Paula Fernandes)
- 2022 – Tá tudo bem (con Paula Fernandes)
- 2022 – Bombozinho (con Ana Castela)
- 2022 – Perdou nada (con Jorge & Mateus)
- 2023 – Seu brilho sumiu (con Mari Fernandez)
- 2023 – Suspeitas (con Maria Cecília & Rodolfo)
- 2023 – Certas coisas (con Bruninho & Davi)
- 2023 – Cê não merece eu (con Felipe Araújo)
- 2023 – Eu não dou conta (con João Gomes e MC Don Juan)
- 2023 – Amor não dá em copo (con Hugo & Guilherme)
- 2024 – Resolve seus B.O (con Paulo & Nathan)
- 2024 – Desculpinha vagabunda (con Mariana & Mateus)
- 2024 – 300 celular (con João Bosco & Vinícius)
- 2024 – Greve de baijo (con Lelis)
- 2024 – Ao contrário (con Melody e Charles New)
- 2024 – Chuva de molhar bobo (con Fred & Fabrício)
- 2024 – Primeiramente (con i Kamisa 10)
- 2025 – Fiu fiu (con Bruno Rosa)
- 2025 – Quase livre (con Vitor Fernandes)
- 2025 – Aprendi a fazer falta (con Thaeme & Thiago)